# Barclays
Barclays PLC [bárklíz] je britská mezinárodní bankovní a finanční společnost se sídlem v Londýně. Je to univerzální banka poskytující celé portfolio bankovních služeb jak v oblasti retailu, tak investování. Operuje ve více než 50 zemích světa. V roce 2012 to byla sedmá největší banka světa.
V roce 1967 Barclays představila celosvětově první bankomat. Barclays se obchoduje na Londýnské burze a je součástí indexu FTSE 100.